# مونوهاردی
مونوهاردی (به لاتین: Monohardi) یک منطقهٔ مسکونی در بنگلادش است که در ناحیه نارسینگدی واقع شده‌است. مونوهاردی ۱۹۳٫۸۷ کیلومتر مربع مساحت و ۲۷۵٬۱۱۲ نفر جمعیت دارد.